# Tierras Altas Centrales (Tasmania)
Las Tierras Altas Centrales (del inglés: Central Highlands) es una región de Tasmania donde los límites geográficos y administrativos coinciden estrechamente.

## Región geográfica

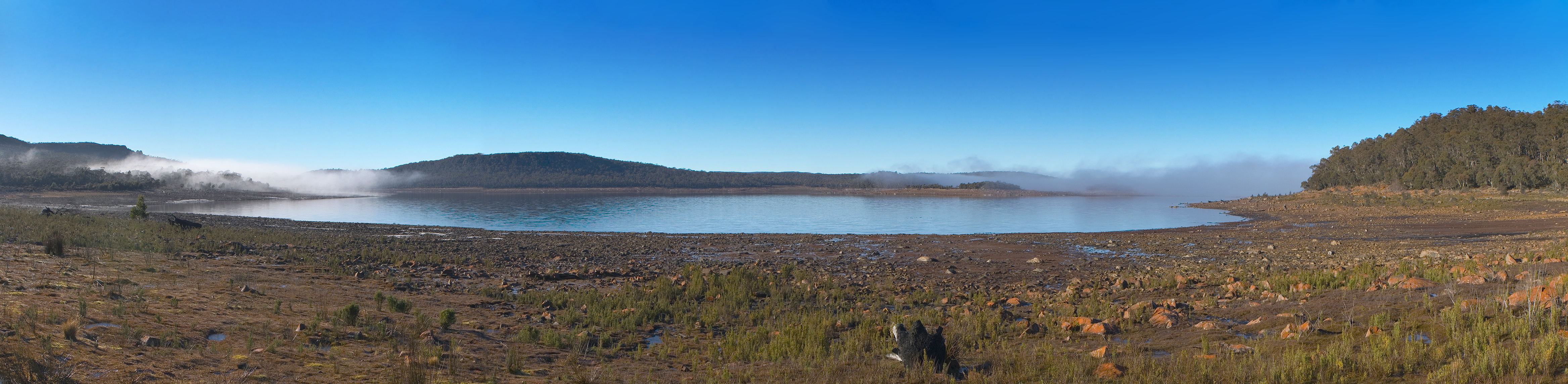
Great Lake, Central Highlands, Tasmania

En las montañas del centro de Tasmania se encuentran principalmente cuatro reservas de conservación diferentes:
- Parque nacional Cradle Mountain-Lake St. Clair - en la parte occidental.
- Walls of Jerusalem National Park - en la parte central
- Central Plateau Conservation Area en la parte oriental.

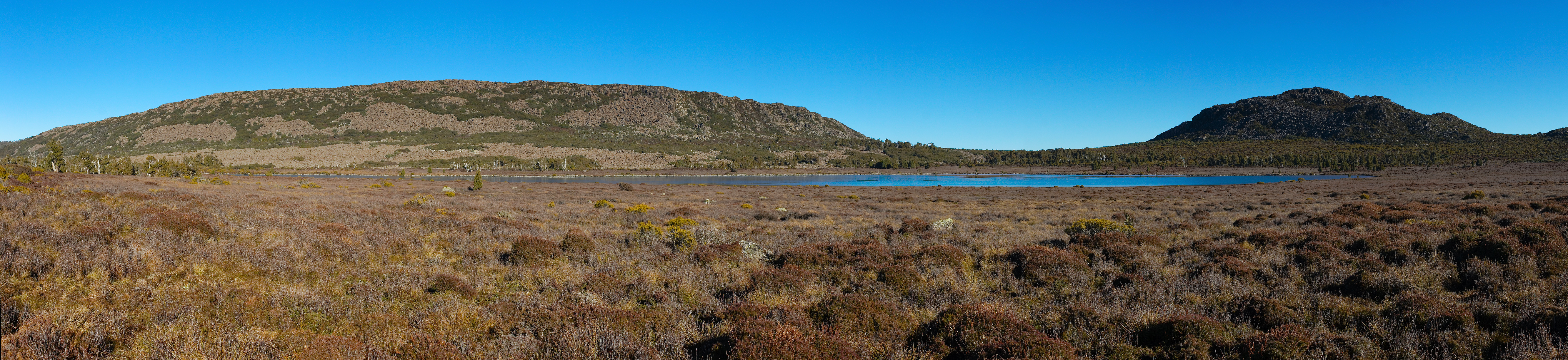
Pine Lake, Central Highlands, Tasmania

## Región administrativa
Las tierras altas centrales del Consejo incorpora la mayoría de la región del altiplano.
1. ↑   http://webarchive.loc.gov/all/20090518195323/http://www.tasmaniacentral.tas.gov.au/ Midlands Initiatives for Local Enterprise Inc, 2002 Gateway to online information on all aspects of life, including local government, in Tasmania's heartland. The portal is a joint initiative of the Northern Midlands, the Southern Midlands, and the Central Highlands Councils

- Datos: Q3114397
- Multimedia: Central Highlands of Tasmania / Q3114397